# Осадчий Микола Семенович
Микола Семенович Осадчий (1884 — ?) — радянський діяч, голова Новгород-Сіверського, Шепетівського та Лубенського окрвиконкомів. Член ВУЦВК.

## Життєпис
Член РСДРП(б) з 1917 року.
У 1922 році — голова виконавчого комітету Миколаївської повітової ради Одеської губернії.
У 1923—1924 роках — голова виконавчого комітету Новгород-Сіверської окружної ради Чернігівської губернії.
У 1924—1927 роках — голова виконавчого комітету Шепетівської окружної ради.
17 квітня 1929 — 20 червня 1930 року — голова виконавчого комітету Лубенської окружної ради.
Подальша доля невідома.